# Edgard Allix
Pour les articles homonymes, voir Allix.
 (février 2014).
Si vous disposez d'ouvrages ou d'articles de référence ou si vous connaissez des sites web de qualité traitant du thème abordé ici, merci de compléter l'article en donnant les références utiles à sa vérifiabilité et en les liant à la section « Notes et références ».
Edgard Allix est un économiste français né à Versailles le 16 décembre 1874 et décédé à Paris 16e le 22 juin 1938,.

## Biographie
Né à Versailles en 1874 et décédé à Paris en 1938, Edgard Allix est professeur à la faculté de Dijon (1901), puis à celle de Caen de 1902 à 1912. Il est ensuite professeur à la faculté de droit de Paris. Pendant la Première Guerre mondiale, il sert comme lieutenant dans l’état-major, il devient professeur à l’École des hautes études commerciales (1922) et se distingue comme diplomate et spécialiste des finances internationales, notamment dans la question des réparations de la Première Guerre mondiale: plans Young et Dawes. 
Il est promu officier de la Légion d'honneur en 1924. 
Il a été élu à l'Académie des sciences morales et politiques le 8 février 1936. Il succède à Auguste Deschamps.
Il crée en 1937 l'Institut international des finances publiques (IIFP), devenu l'International Institute of Public Finance (IIPF).
Il est inhumé à Granville.

## Œuvres
À côté de nombreux articles universitaires il publia:
- Traité élémentaire de science et de législation financière (1907)
- L'impôt sur le revenu (1928)
- Les contributions indirects (1929)
- Les droits de douane (1932)